# 바라예
〈바라예...〉(페르시아어: ...برای)는 이란의 가수 세르빈 하지푸르가 2022년 마흐사 아미니 시위를 위해 지은 발라드 곡이다. "바라예..."는 "...를 위하여" 또는 "...때문에"라는 의미를 지닌 낱말이다. 트위터에 올라온 마흐사 아미니와 관련된 트윗에 붙은 "위하여"라는 문구에서 가사를 따왔다. 가사는 시위의 주제가 된 "여성, 삶, 자유를 위하여(페르시아어: برای زن، زندگی، آزادی, 바라예 잔 젠데기 아자디)"로 끝을 맺는다. 세르빈 하지푸르는 이 노래를 자신의 인스타그램에 올렸고 4천만 회 이상 조회되었다. 세르빈은 노래를 발표한 지 얼마 지나지 않아 이란의 보안당국에 체포되었다.
2022년 10월 31일 영국의 콜드플레이가 아르헨티나 부에노스아이레스 공연에서 선보이며 이란의 시위를 지지하였다.

## 가사
페르시아어 가사와 번역은 다음과 같다.
برای توی کوچه رقصیدن
Barāye tūye kūche raqsidan
거리에서 춤을 추기 위하여
برای ترسیدن به وقت بوسیدن
Barāye tarsidan be vaqt-e būsidan
공공연히 키스하며 두려움에 떨지 않기 위하여
برای خواهرم، خواهرت، خواهرامون
Barāye khāharam khāharet khāharāmūn
내 누이, 당신의 누이, 우리의 누이를 위하여
برای تغییر مغزها که پوسیدن
Barāye taghyir-e maghz-hā ke pūsidan
광신자의 마음을 돌리기 위하여
برای شرمندگی، برای بی‌پولی
Barāye sharmandegi, Barāye bi-pūli
부끄러움을 위하여, 빈자들을 위하여
برای حسرت یک زندگی معمولی
Barāye hasrat-e yek zendegi-ye ma'mūli
일상의 지속을 위하여
برای کودک زباله‌گرد و آرزوهاش
Barāye kūdak-e zobālegard o ārezūhāsh
쓰레기통을 뒤적이는 아이들의 꿈을 위하여
برای این اقتصاد دستوری
Barāye in eqtesād-e dastūri
이 통제 경제를 위하여
برای این هوای آلوده
Barāye in havā-ye ālūde
이 더럽혀진 대기를 위하여
برای ولیعصر و درختای فرسوده
Barāye Vali-'asr o derakht-hāye farsūde
죽어가는 발리아스르 거리의 나무들을 위하여
برای پیروز و احتمال انقراضش
Barāye Pirūz o ehtemāl-e enqerāzesh
멸종해 가는 피루조를 위하여
برای سگ‌های بی‌گناه ممنوعه
Barāye sag-hāye bi-gonāh-e mamnū'e
이유 없이 금지당한 거리의 개들을 위하여
برای گریه‌های بی‌وقفه
Barāye gerye-hāye bi-vaqfe
이 멈추지 않는 눈물을 위하여
برای تصویر تکرار این لحظه
Barāye tasvir-e tekrār-e in lahze
사진처럼 반복되는 이 순간을 위하여
برای چهره‌ای که می‌خنده
Barāye chehre-'i ke mikhande
웃음이 사라진 얼굴들을 위하여
برای دانش‌آموزا، برای آینده
Barāye dānesh-āmūz-hā, Barāye āyande
학생들을 위하여, 미래를 위하여
برای این بهشت اجباری
Barāye in behesht-e ejbāri
이 강요된 낙원을 위하여
برای نخبه‌های زندانی
Barāye nokhbe-hāye zendāni
죄수가 된 엘리트들을 위하여
برای کودکان افغانی
Barāye kūdakān-e Afghāni
내버려진 아프가니스탄 난민 아이들을 위하여
برای این‌همه «برای» غیرتکراری
Barāye in hame "barāye" gheire tekrāri
"위하여"가 계속되는 이 모든 것을 위하여
برای این‌همه شعارهای توخالی
Barāye in hame sho'ār-hāye tū-khāli
공허하게 외치는 이 모든 구호들을 위하여
برای آوار خونه‌های پوشالی
Barāye āvār-e khāne-hāye pūshāli
허물어져 내린 건물을 위하여
برای احساس آرامش
Barāye ehsās-e ārāmesh
마음의 안식을 위하여
برای خورشید پس از شبای طولانی
Barāye khorshid pas az shab-hāye tūlāni
길고 긴 밤이 지나고 태양이 떠오르기 위하여
برای قرص‌های اعصاب و بی‌خوابی
Barāye qors-hāye a'sāb o bi-khābi
불면을 잠재울 진정제를 위하여
برای مرد، میهن، آبادی
Barāye mard, mihan, ābādi
사람, 조국, 번영을 위하여
برای دختری که آرزو داشت پسر بود
Barāye dokhtari ke ārezū dāsht pesar būd
아들로 태어나길 원했던 딸들을 위하여
برای زن، زندگی، آزادی
Barāye zan, zendegi, āzādi
여성, 삶, 자유를 위하여
برای آزادی
Barāye āzādi
자유를 위하여
برای آزادی
Barāye āzādi
자유를 위하여
برای آزادی
Barāye āzādi
자유를 위하여

## 시위와 연대
마흐사 아미니 시위가 진행되는 동안 이란 곳곳에서 이 노래가 저항가요로서 불려졌다. 세계 곳곳에서 열린 연대 시위에서도 사용되었다. 2022년 10월 31일 콜드플레이가 공연 중 연대의 의미로 연주하였다.

## 같이 보기
- 마흐사 아미니 시위